# Jeffersonův památník
Jeffersonův památník (anglicky: Jefferson Memorial), nebo též památník Thomase Jeffersona, je prezidentský památník ve Washingtonu, věnovaný třetímu americkému prezidentovi Thomasu Jeffersonovi, který se řadí mezi tzv. Otce zakladatele. Jde o neoklasickou budovu navrženou architektem Johnem Russellem Popem a postavenou filadelfským stavitelem Johnem McShainem. Výstavba začala roku 1939 a byla dokončena v roce 1943. Bronzová socha prezidenta Jeffersona byla instalována roku 1947.
Památník spravuje National Park Service. V roce 2007 byl Americkým institutem architektů umístěn na 4. místo v seznamu nejoblíbenějších amerických staveb.